# Балеарське море
Балеарське море — окраїнне море на півдні Європи біля східних берегів Піренейського півострова, відокремлене від основної акваторії Середземного моря Балеарськими островами.

## Клімат
Акваторія моря лежить в середземноморській області північного субтропічного кліматичного поясу. Влітку переважають тропічні повітряні маси, взимку — помірні. Значні сезонні амплітуди температури повітря і розподілу атмосферних опадів. Влітку жарко, ясна і тиха погода; взимку відносно тепло, похмура вітряна погода і дощить.

## Біологія
Акваторія моря лежить в екорегіоні Західне Середземномор'я бореальної північноатлантичної морської зоогеографічної провінції. У зоогеографічному відношенні донна фауна континентального шельфу й острівних мілин до глибини 200 м відноситься до середземноморської провінції, перехідної зони між бореальною та субтропічною зонами.

## Межі моря

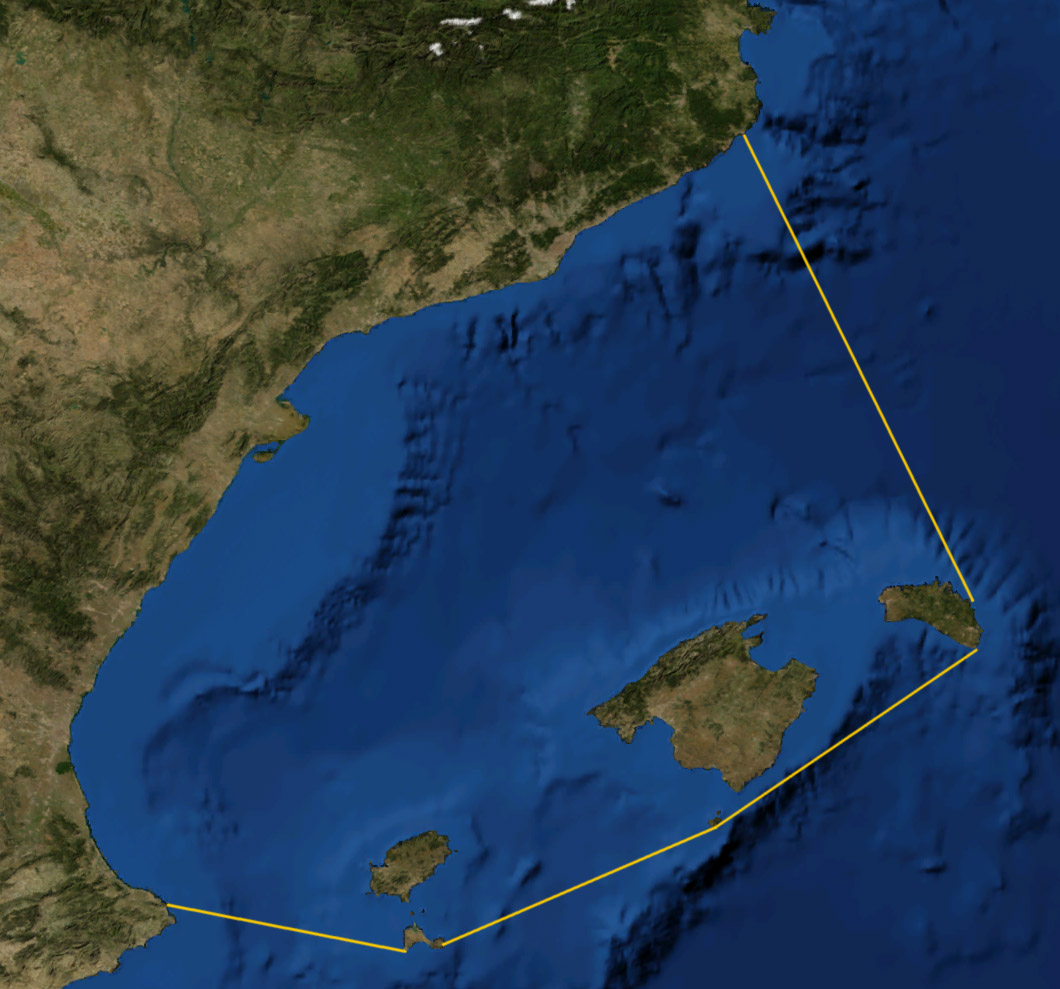
Межі Балеарського моря

Міжнародна гідрографічна організація так визначає межі Балеарського моря::
Межі між Балеарськими островами і узбережжям Іспанії:
- На південному заході: лінією від мису Сан-Антоніо[en], Іспанія (38°50′ пн. ш. 0°12′ сх. д. / 38.833° пн. ш. 0.200° сх. д.) і мисом Берберія, південно-західна точка острова Форментера (Балеарські острови).
- На південному сході: південним узбережжям острова Форментера, до Пунта Ротха, найсхідніша точка, далі до південного краю острова Кабрера[en] (39°07′ пн. ш. 2°54′ сх. д. / 39.117° пн. ш. 2.900° сх. д.) і до Ілья де ль'Айре[en] , найпівденнішого краю Менорки.
- На північному - сході: східним узбережжям Менорки до мису Фавàріткс (40°00′ пн. ш. 4°14′ сх. д. / 40.000° пн. ш. 4.233° сх. д.) і звідти лінія до мису Сан-Себастьян (Іспанія) (41°54′ пн. ш. 3°10′ сх. д. / 41.900° пн. ш. 3.167° сх. д.).